# Kanton Verdun-2
Der Kanton Verdun-2 ist seit 2015 ein französischer Wahlkreis im Arrondissement Verdun, im Département Meuse und in der Region Grand Est (bis Ende 2015 Lothringen).

## Geschichte
Der Kanton entstand bei der Neueinteilung der französischen Kantone im Jahr 2015. Seine Gemeinden kommen aus den bisherigen Kantonen Verdun-Centre (Belleray und Dugny-sur-Meuse), Verdun-Est (Belrupt-en-Verdunois und Haudainville) und verschiedenen Quartieren im Nordteil der Stadt Verdun.

## Lage
Der Kanton liegt im nördlichen Teil des Départements Meuse.

## Gemeinden
Der Kanton besteht aus fünf Gemeinden und Teilgemeinden mit insgesamt 10.249 Einwohnern (Stand: 1. Januar 2022) auf einer Gesamtfläche von 51,01 km²:
| Gemeinde             | Einwohner 1. Januar 2022 | Fläche km² | Dichte Einw./km² | Code INSEE | Postleitzahl |
| -------------------- | ------------------------ | ---------- | ---------------- | ---------- | ------------ |
| Belleray             | 486                      | 5,10       | 95               | 55042      | 55100        |
| Belrupt-en-Verdunois | 541                      | 9,40       | 58               | 55045      | 55100        |
| Dugny-sur-Meuse      | 1.262                    | 19,25      | 66               | 55166      | 55100        |
| Haudainville         | 933                      | 11,10      | 84               | 55236      | 55100        |
| Verdun               | 7.027                    | 6,16       | 1.141            | 55545      | 55100        |
| Kanton Verdun-2      | 10.249                   | 51,01      | 201              | 5517       | –            |

1. ↑   Nur der südöstliche Teil der Gemeinde, der Rest gehört zum Kanton Verdun-1.

## Politik
Im 1. Wahlgang am 22. März 2015 erreichte keines der fünf Wahlpaare die absolute Mehrheit. Bei der Stichwahl am 29. März 2015 gewann das Gespann Jérôme Dumont/Véronique Philippe (beide UMP) gegen Sarah Szymanski/Jean-François Thomas (beide PS) mit einem Stimmenanteil von 51,04 % (Wahlbeteiligung:44,73 %).
| Vertreter im conseil général des Départements | Vertreter im conseil général des Départements | Vertreter im conseil général des Départements |
| Amtszeit                                      | Name                                          | Partei                                        |
| --------------------------------------------- | --------------------------------------------- | --------------------------------------------- |
| 2015–2021                                     | Jérôme Dumont Véronique Philippe              | LR                                            |
| 2021–                                         | Jérôme Dumont Véronique Philippe              | DVD                                           |